# Pseudobombax septenatum
Pseudobombax septenatum là một loài thực vật có hoa trong họ Cẩm quỳ. Loài này được (Jacq.) Dugand miêu tả khoa học đầu tiên năm 1943.